# Pallikkara
Pallikkara es una ciudad censal situada en el distrito de Kasaragod en el estado de Kerala (India). Su población es de 14334 habitantes (2011). Se encuentra a 17 km de Kasaragod y a 64 km de Mangalore.

## Demografía
Según el censo de 2011 la población de Pallikkara era de 14334 habitantes, de los cuales 6611 eran hombres y 7723 eran mujeres. Pallikkara tiene una tasa media de alfabetización del 89,05%, inferior a la media estatal del 94%: la alfabetización masculina es del 92,68%, y la alfabetización femenina del 86,02%.